# 1317
| 1317               |
| ------------------ |
| Dødsfald - Fødsler |
|                    |

| Gregoriansk kalender | 1317 MCCCXVII           |
| Ab urbe condita      | 2070                    |
| Armensk kalender     | 766 ԹՎ ՉԿԶ              |
| Kinesiske kalender   | 4013 – 4014 丙辰 – 丁巳 |
| Etiopisk kalender    | 1309 – 1310             |
| Jødisk kalender      | 5077 – 5078             |
| Hindukalendere       |                         |
| - Vikram Samvat      | 1372 – 1373             |
| - Shaka Samvat       | 1239 – 1240             |
| - Kali Yuga          | 4418 – 4419             |
| Iransk kalender      | 695 – 696               |
| Islamisk kalender    | 717 – 718               |

Konge i Danmark: Erik 6. Menved 1286-1319